# Marsi (Germani)

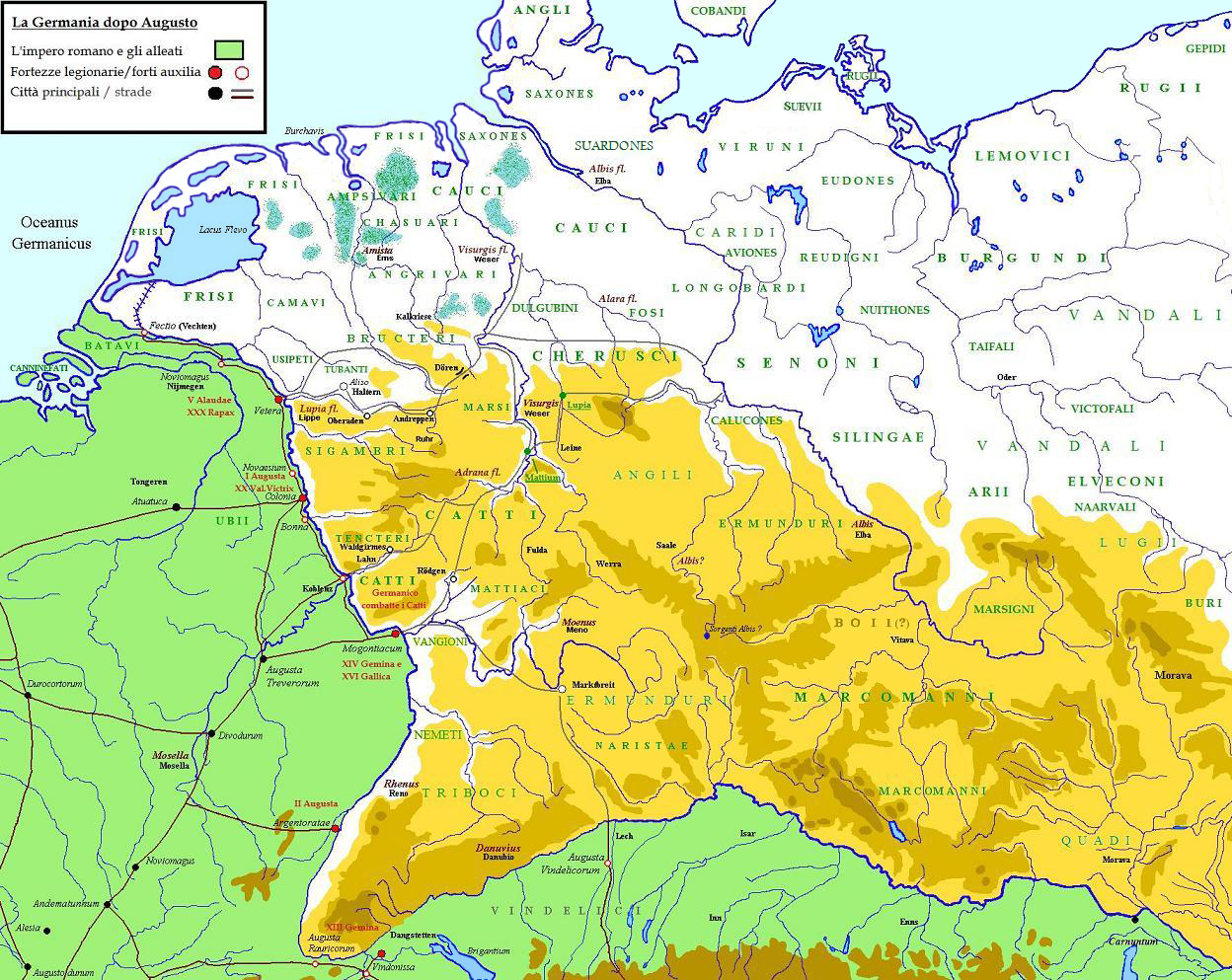
I popoli germanici nel I secolo, secondo la Germania di Tacito. I Marsi erano stanziati presso l'alto Roer, in prossimità dei Cherusci.

I Marsi (in tedesco Marser) furono una piccola tribù germanica occidentale stanziata, tra I secolo a.C. e I secolo d.C., tra i fiumi Reno, Roer e Lippe, nell'attuale Germania nord-occidentale.

## Storia
Tacito li cita ripetutamente, in particolare nel contesto delle guerre di Germanico. Fecero parte della coalizione tribale dei Cherusci che, guidata da Arminio, nel 9 annichilì tre legioni romane condotte da Varo nella battaglia della foresta di Teutoburgo. Germanico, nel tentativo di vendicare questa sconfitta, invase le terre dei Marsi nel 14 con 12.000 legionari, 26 coorti di ausiliari e 8 squadroni di cavalleria. Dal momento che era in corso la festa della dea Tanfana, i Marsi erano troppo ubriachi per essere in grado di reagire all'attacco a sorpresa dei Romani, e vennero massacrati: secondo Tacito, un'area di 50 miglia romane venne rasa al suolo con fuoco e spade: "Né sesso né età provocarono pietà".
Infuriati per questo ed altri bagni di sangue (come quello della primavera del 15 tra i Catti), le tribù aggredite dai Romani si unirono di nuovo per respingere gli invasori. Dopo due anni di battaglie Roma rinunciò ad allargare i propri confini ad est fino al Weser, ritirandosi oltre il Reno.

## Toponimi
Alcune attuali città hanno un nome che ricorda i Marsi. Si tratta ad esempio di Marsberg e Obermarsberg nella Renania Settentrionale-Vestfalia orientale, e Volkmarsen nell'Assia settentrionale.